# 尤寧城 (新澤西州)
尤宁城，或称盟市、联合市、友聯市，是新泽西州哈德遜縣的一座城市，面积1.283平方英里(3.22平方公里)，人口 66,455（2010年），其人口密度为每平方英里51,797人（每平方公里20,004.5人）。该市是美国人口密度第二高的城市。
尤宁城设立于1925年6月1日，为尤宁维尔和西霍博肯镇合并而成。该市经历了两拨移民潮，第一次主要为德国裔移民，第二次则主要为说西班牙语的拉丁美洲裔。两次移民潮很大的影响了该市的风格和发展方向。尤宁城有两个绰号，分别是“美国刺绣之都”和“哈德孙河上的小哈瓦那”，这体现了该城在历史上重要的两个方面。该市每年三月举行全美最长的耶稣受难表演，以及每年六月举行的盛大的古巴日游行，都能吸引了数千人观看。